# Mon petit doigt m'a dit...
Mon petit doigt m'a dit... är en fransk komedifilm från 2005 baserad på romanen Ett sting i tummen från 1968 av Agatha Christie. Den regisserades av Pascal Thomas och har Catherine Frot och André Dussollier i huvudrollerna.
Det är den första i Pascal Thomas filmtrilogi med Frot och Dussollier i rollerna som Prudence och Bélisaire Beresford. Den följdes av Le crime est notre affaire (2008) och Associés contre le crime (2012). Filmen är 1 timme och 45 minuter.

## Handling
Överste Belisaire Beresford och hans fru Prudence, ett lyckligt franskt övre medelklasspar, besöker sin äldre moster Ada på ett lyxigt ålderdomshem. Medan Belisaire pratar med sin moster början hans fru samtala med en boende på ålderdomshemmet, Rose Evangelista, som berättar för henne om förgiftningar och en liten flicka bakom en öppen spis.
En kort tid senare dör moster Ada och de två återvänder till vårdhemmet för att hämta hennes tillhörigheter. Prudence upptäcker att fru Evangelista har gett sig av, men inte förrän hon gett Ada en tavla som föreställer ett hus.
Medan översten är upptagen med att organisera möten för det internationella säkerhetsorgan som han tillhör, är hans fru övertygad om att det bakom de till synes svamlande orden som kvinnan sa till henne finns ett mysterium och att tavlan är nyckeln. Hon kommer ihåg att hon hade sett huset passera förbi med tåg och ger sig iväg för att leta efter huset som hon faktiskt hittar. Det är inte övergivet som det verkade, utan bara en del av den bebos av ett märkligt par bönder. Prudence plockar upp en gammal docka som har fallit från en skorsten och reser sedan till den närliggande byn för att bo där.
Den till synes fridfulla byn Le Châtelard döljer fruktansvärda fakta, kopplade till några barns död, som ägde rum under en tidigare period, fortfarande höljd i ett mysterium som aldrig har avslöjats. Prudence fördjupar sig i forskningen mellan dåtid och nutid, utan att föreställa sig hur farligt det kan vara. Under tiden får Belisaire reda på att på vårdhemmet där hennes moster bodde har några gäster dött av förgiftning, vilket för första gången ger trovärdighet åt vad han trodde var sin frus fantasier. När han når henne på jakt efter fru Evangelista, går hon tillbaka till notarien Anet i Lyon som då är den oanade ledaren för ett gäng rånare vars stöldgods är gömt i dockan som återfunnits av Prudence.
Medan alla invånare i Le Châtelard är engagerade i en byfestival, beger sig Prudence iväg till det mystiska huset där hon till slut hittar Rose Evangelista som bjuder in henne att följa med henne in i de innersta rummen i det som är hennes bostad. Här avslöjas det, till stor förvåning för fru Beresford, som alltid betraktat henne som ett offer, att hon är mördare av både vårdhemmet och barnen. Dessa för en slags hämnd mot världen efter att ha förlorat sin lilla flicka, de andra för att de fick reda på hennes hemlighet.

## Rollista
- Catherine Frot - Prudence Beresford
- André Dussollier - Bélisaire Beresford
- Geneviève Bujold - Rose Evangelista
- Laurent Terzieff - Sévigné
- Valérie Kaprisky - Miss Blayes
- Anne Le Ny - Alice Perry
- Bernard Verley - The General
- Alexandra Stewart - Madame Boscovan
- Sarah Biasini - Marie-Christine
- François Bettens - Rudi

## Produktion
Inspelningen ägde rum i departementet Savoie i Francin, Aix-les-Bains vid Bourgetsjön, i Châtelard, på Château de Châtillon i Chindrieux, i Haute-Savoie på Château des Avenières i Cruseilles samt i Lyon i Quartier Saint-Jean (Rhône).
Det "övergivna" huset är i själva verket Château de Carron, som ligger i kommunen Francin i Savoie.
Militärmötet spelades in i utrymmen inne i det franska kommunistpartiets nationella högkvarter
Moster Adas begravning filmades på kyrkogården i Barberaz, i en förort till Chambéry. I manuset var det tänkt att denna scen skulle utspela sig i regnet. Men eftersom kyrkogården är sluttande vägrade brandmännen att tillåta att vatten sprutades för att simulera regn för att bevara platsen. Scenerna utspelade sig med en strålande sol den dagen. En vit skärm sattes till och med upp för att skydda skådespelarna André Dussollier, Catherine Frot och Bernard Verley mot solen.

## Mottagande
Tidningen Le Parisien skrev att filmen hade "gammaldags charm, full av udda svart humor", "extravaganta och lössläppta skådespelare" och "en oförglömlig handling av skådespelare på toppen av sin konst".

## Om filmen
- Det var sista filmrollen för Françoise Seigner.
- Prudence förklarar bryskt för sin svärson Rudi att det piedestalbord han just slagit sönder har innehållit Balzacs kaffekanna, Mérimées tekanna och Cocteaus opiumpipa.
- I den första scenen beskär en trädgårdsmästare träden utanför tornrummet genom att röra sig på en liggande stege. Denna scen var tänkt att utföras av en stuntman, som avböjde den på grund av dess farliga natur. Pascal Thomas vände sig därför till trädgårdsmästaren som hade utfört detta arbete i flera år.